# Holte van Douglas
De holte van Douglas of excavatio rectouterina is de ruimte tussen uterus (baarmoeder) en rectum (endeldarm) in de buikholte bij de vrouw. Het is het laagstgelegen deel van de buikholte binnen het buikvlies. De holte is vernoemd naar de Schotse anatoom James Douglas (1675-1742).

## Klinische betekenis
Normaal gesproken is deze ruimte leeg, maar als er door ziekte vloeistof in de buikholte aanwezig is, zal deze zich in de holte van Douglas verzamelen. Het kan bijvoorbeeld gaan om bloed, pus of ascites (waterig vocht). Door lichamelijk onderzoek (van de vagina) kan worden vastgesteld of de holte gevuld is. Zo kan gemakkelijker een uitspraak worden gedaan over symptomen en ziekten als ascites, tumoren, endometriose, etc. Via de vagina en de onderste fornix uteri kan de holte ook eenvoudig worden aangeprikt, om materiaal te verzamelen voor diagnostiek. Dit aanprikken wordt culdocentese genoemd.
Als het betasten van de holte van Douglas pijnlijk is, wordt dat in de Nederlandse geneeskunde met een Franse term cri du Douglas genoemd. 